# Institut supérieur des arts Mory Kanté
 (mars 2020).
Institut Supérieur des Arts Mory Kanté (ISAMK-Dubreka) est un établissement d'enseignement supérieur public de Guinée, situé dans la préfecture de Dubréka.
Placé sous la tutelle du ministère de l'Enseignement supérieur et de la Recherche scientifique,.

## localisation
L'institut supérieur des arts Mory Kanté de Dubréka est en République de Guinée Conakry dans la préfecture de Dubréka, à côté de la commune urbaine.

## Histoire

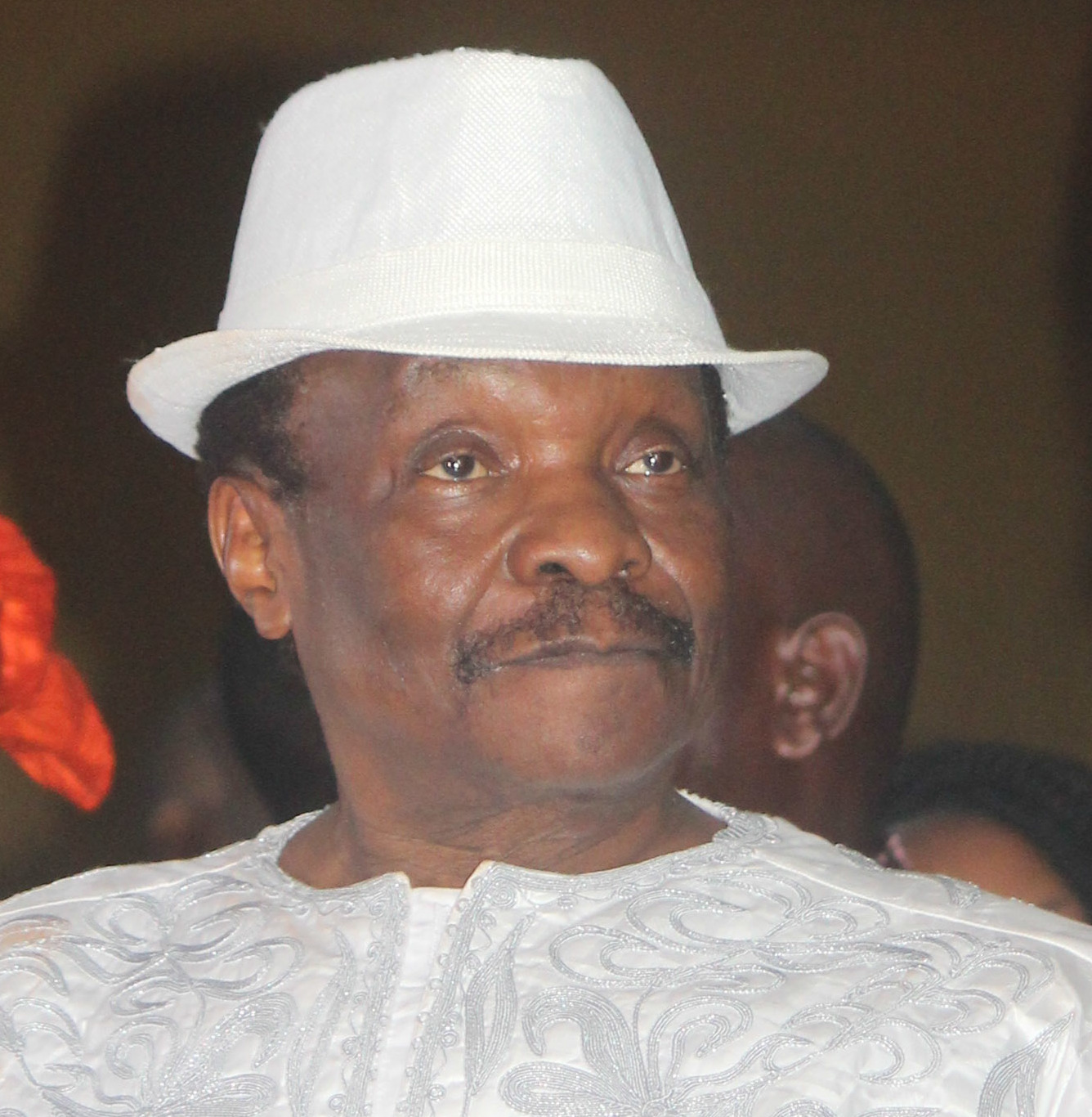
Mory Kanté en 2019

Institut supérieur des arts de Guinée prend le 26 mai 2020 le nom Institut supérieur des arts Mory Kanté par décret présidentielle en hommage à l'artiste continental Mory Kanté.

### liste des directeurs
| N° | prénoms et nom        | date de début | date de fin |
| -- | --------------------- | ------------- | ----------- |
| 1  | Sidafa Camara         |               | 18-10-2023  |
| 2  | Dr Faya Pascal Iffono | 18-10-2023    | En cours    |

## Programmes
L'ISAG propose quatre filières technologiques :
- Programme de Licence cinéma et des arts audiovisuels
- Programme de Licence en art dramatique
- Programme de Licence en musique et de musicologie
- Programme des beaux-arts

## Partenariats
L'ISAMK se veut moderne à travers des partenariats noués dans la sous-région et à l'international. Les étudiants de l'ISAMK participent à des concours de Festivals comme le FESPACO.
L'ISAMK contribue au rayonnement et à la promotion de l'art guinéen dans sa diversité à l’international.

## Personnalités liées
- Facely Konaté, journaliste guinéen ,
- Thierno Souleymane Diallo, réalisateur guinéen ,
- Isabelle Kolkol Loua, productrice et réalisatrice de cinéma guinéenne.

## Galerie

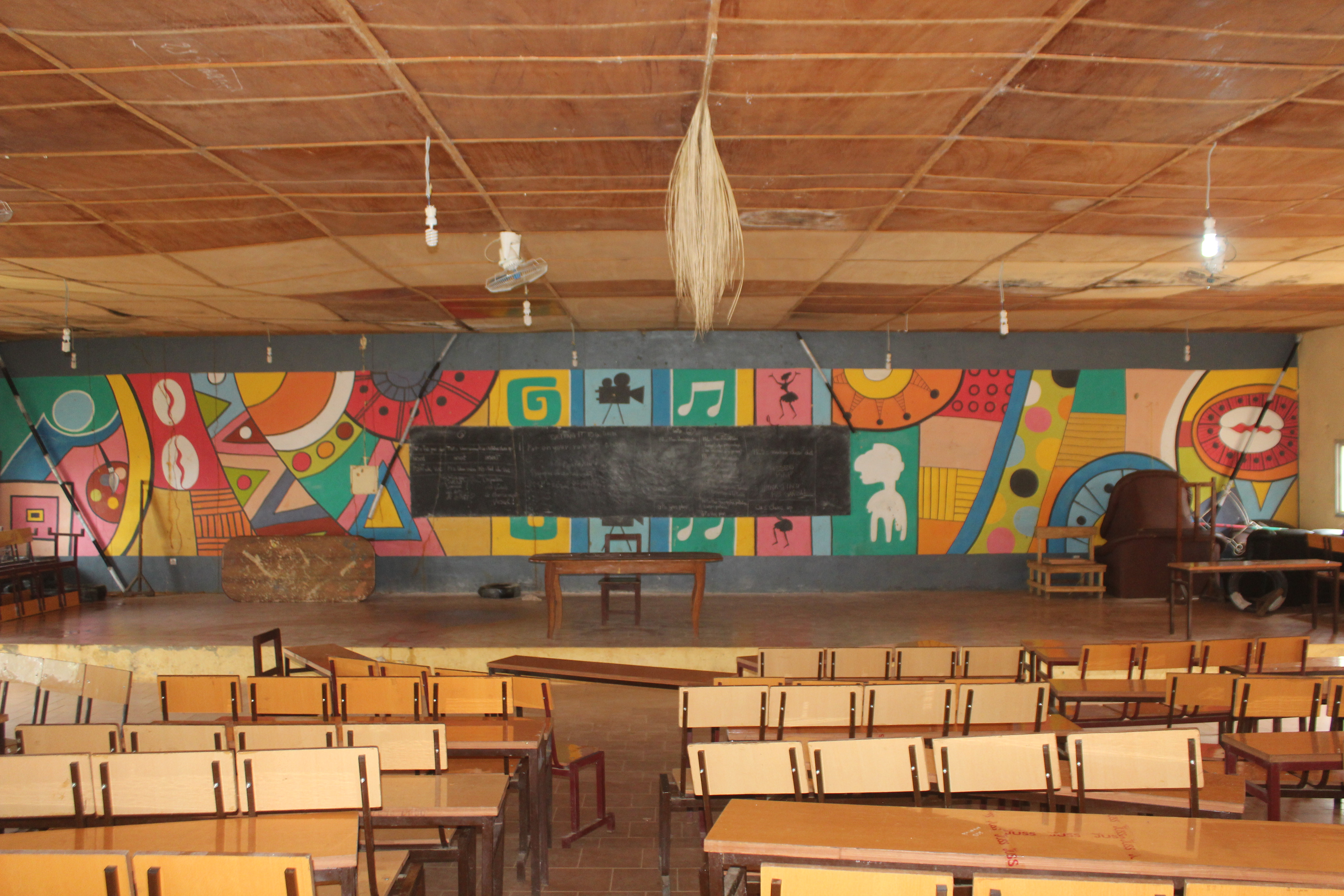
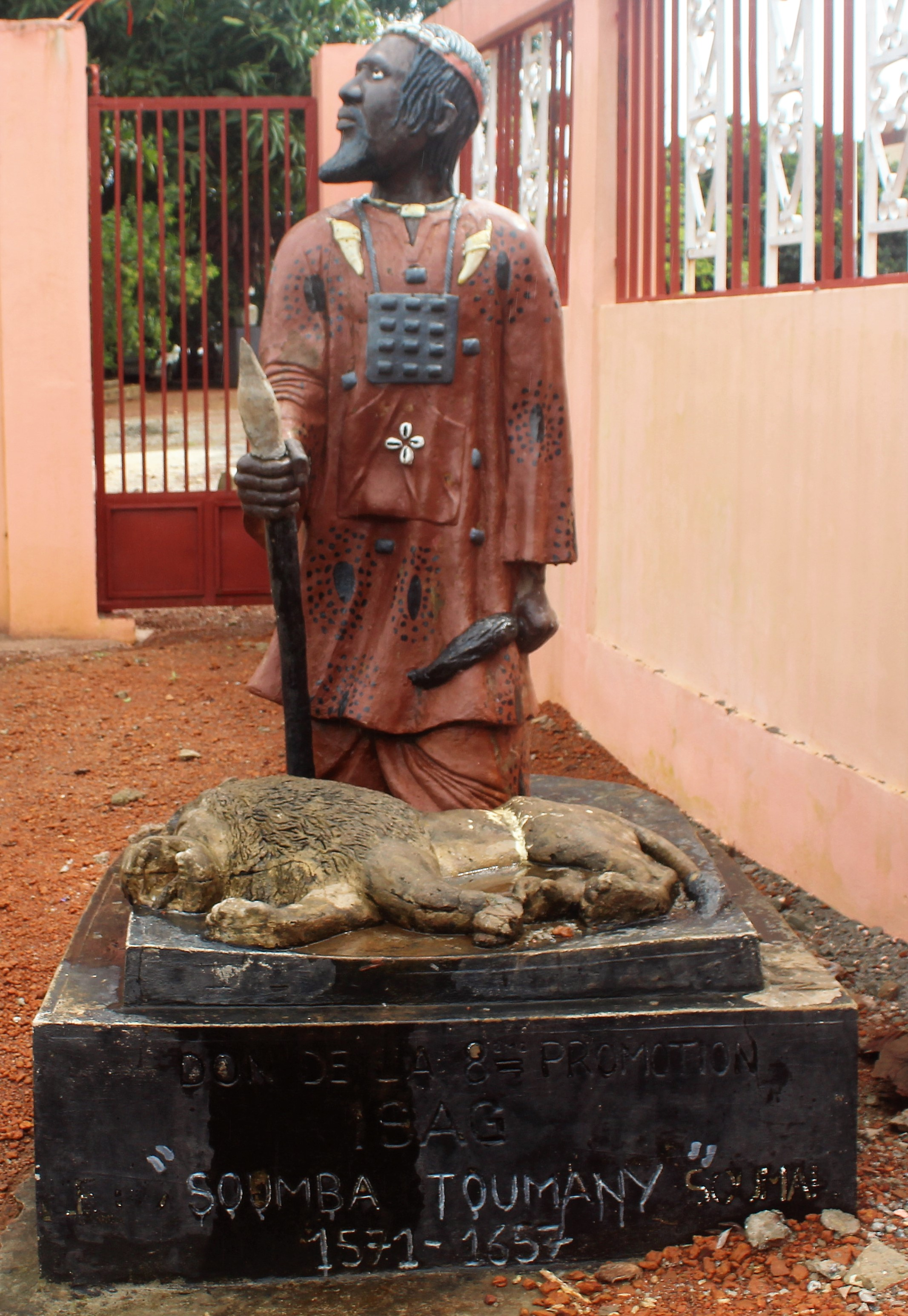